# Djamel Sedjati
Djamel Sedjati (født 1999) er en algerisk atlet, der konkurrerer i mellemdistanceløb.
Han deltog for sit land i 800 meter under sommer-OL 2024 i Paris og tog bronzemedaljen.